# Knud Lyhne Rahbek
Kund Lyhne Rahbek (Copenaghen, 18 dicembre 1760 – Copenaghen, 22 aprile 1830) è stato uno scrittore danese.

## Biografia
Fondatore della rivista Lo spettatore danese (1791), fu protagonista della vita culturale danese come direttore del Teatro Reale e marito di una delle migliori attrici dell'epoca, Karen Margrete Heger.
Tra le sue opere Lettere di un vecchio attore a suo figlio (1779) e un commento all'opera omnia di Ludvig Holberg.

## Opere (parziale)
- Lettere di un vecchio attore a suo figlio, 1779